# Semiricinula chrysostoma
Semiricinula chrysostoma là một loài ốc biển, là động vật thân mềm chân bụng sống ở biển thuộc họ Muricidae, họ ốc gai.

## Miêu tả
Kích thước vỏ ốc khoảng 15 mm và 20 mm

## Phân bố
Loài này phân bố ở Biển Đỏ, dọc theo Aden và ở Ấn Độ Dương dọc theo Madagascar.